# Radio Smederevo
Radio Smederevo je počeo s radom 16. oktobra 1972. godine. Aktivno je učestvovao u kasnijem osnivanju radio stanica u opštinama koje spadaju u ovaj okrug.
Radio Smederevo emituje se na frekvenciji od 96,1 MHz.
Web prezentacija je na adresi http://www.rtvsd.com Архивирано на веб-сајту  (27. децембар 2014)